# Kalkoven Biebosch

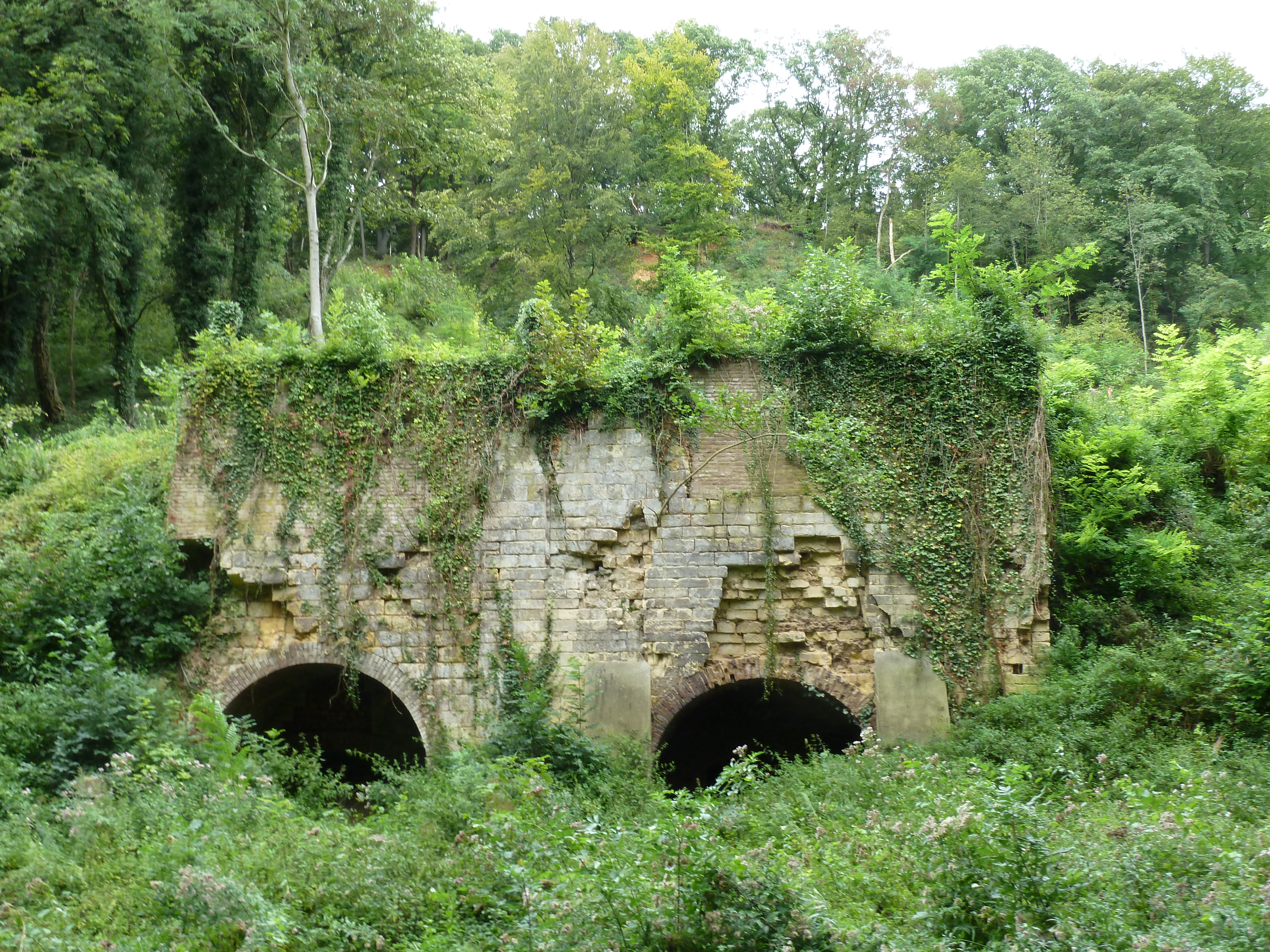
De kalkoven in 2011

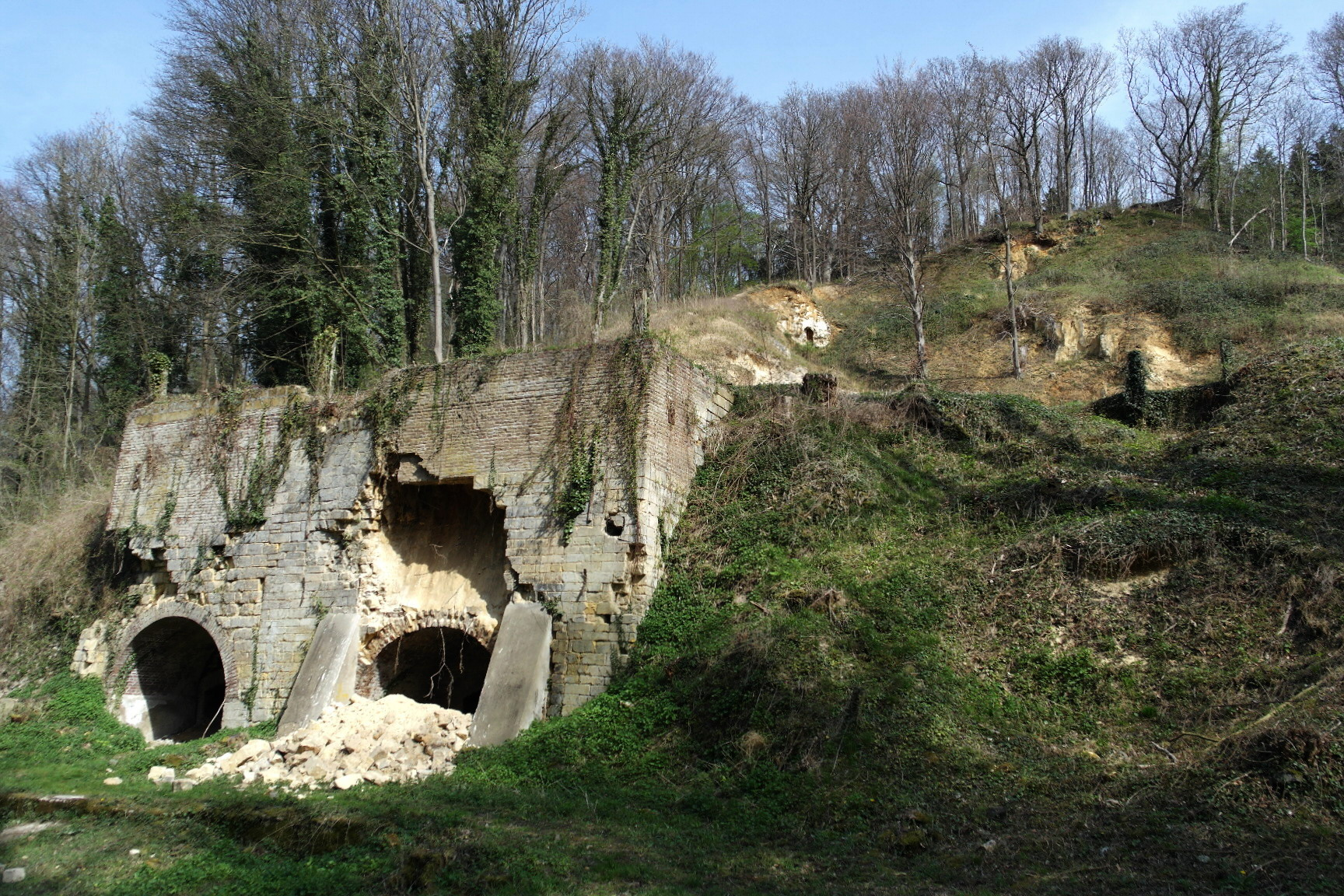
2014

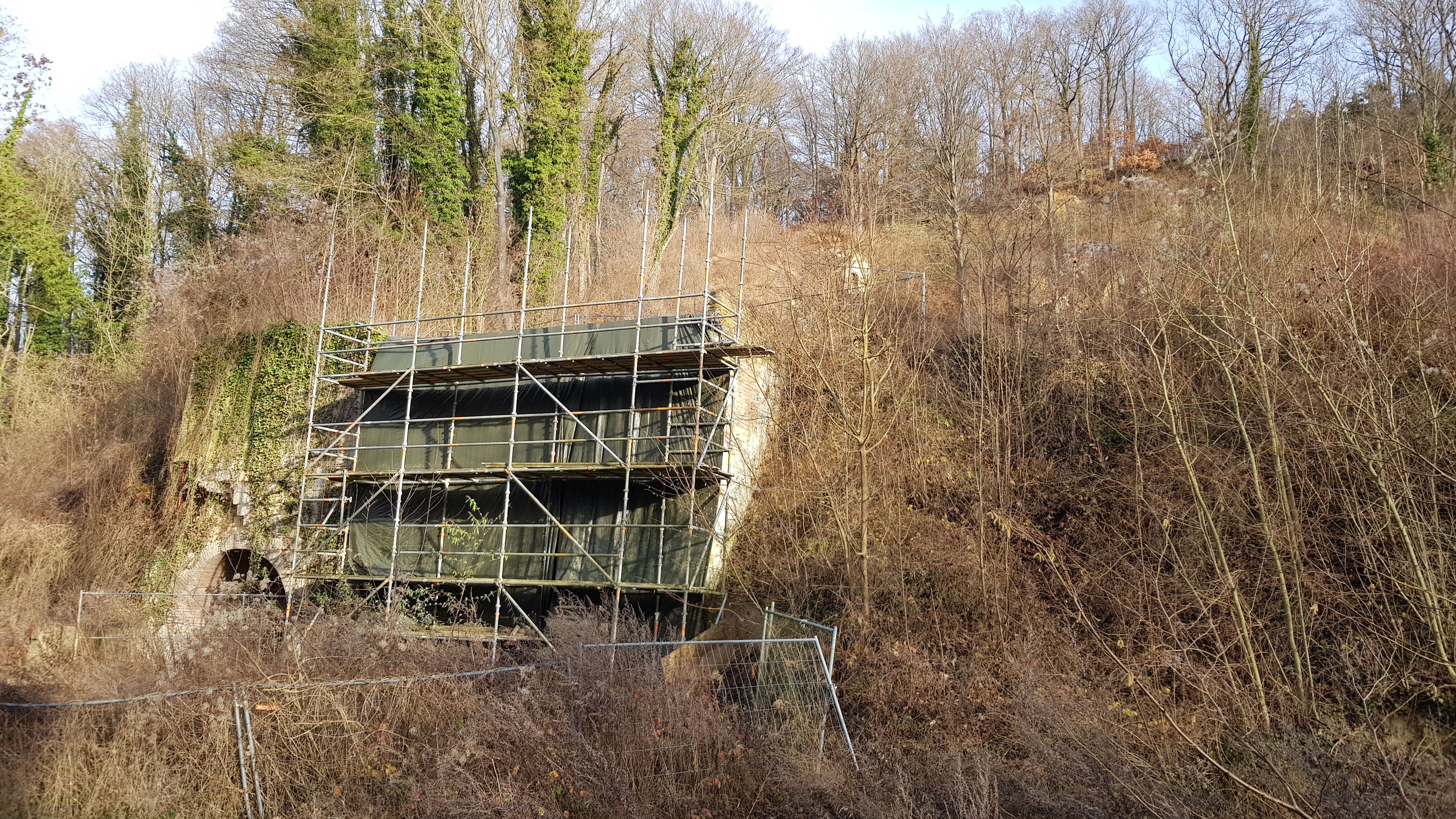
2018

De Kalkoven Biebosch of Kalkoven Sibbergrubbe is een voormalige kalkbranderij in de Nederlandse gemeente Valkenburg aan de Geul in Zuid-Limburg. De kalkbranderij staat aan de noordrand van het Plateau van Margraten in de Sibbergrubbe, vlak bij de weg van Sibbe naar Valkenburg. Ten oosten van de kalkbranderij ligt het Biebosch. Achter de kalkoven ligt de Bieboschgroeve, een voormalige groeve waar kalksteen in dagbouw gewonnen is.
De kalk die gebruikt werd om te branden in de kalkoven kwam uit de Sibbergroeve.
Natuurmonumenten is eigenaar van de kalkoven.

## Geschiedenis
Op 11 februari 1937 diende Eduard America een aanvraag in bij het gemeentebestuur van Oud-Valkenburg om twee kalkovens te mogen aanleggen. Op 23 maart kreeg hij deze vergunning voor de duur van een jaar en een jaar later werd de vergunning definitief verkregen.
In januari 1939 werd er een aanvraag ingediend om een derde oven te mogen bouwen, maar deze is uiteindelijk nooit gerealiseerd.
Na de Tweede Wereldoorlog kende de kalkovens hoogtijdagen en waren er 25 arbeiders in dienst die hier werkzaam waren.
In 1948 werd er een eigen ingang in de Sibberberg aangelegd voor de aanvoer van kalksteen. Ze gebruikten voor de transport van de kalksteen uit de groeve voormalige voertuigen van het Amerikaanse leger waarvan het bovenste deel was weggehaald.
In 1961 liep de concessie af en deze werd niet verlengd.
Na de sluiting van de oven werd deze aan de natuur overgelaten.

## Oven
De twee ovens waren zes tot zeven hoog en waren tegen de bergwand gebouwd. Aan de voorzijde waren de ovens open en werd deze getrokken, aan de achterzijde (boven) werd de oven gevuld met brandstof en kalksteen.
De oven werd gebruikt om kalk te branden. Allereerst werd de oven gevuld: onderin werd een laag hout gelegd, daarop bracht men een laag kalksteenblokken aan, daarna een laag cokes (als brandstof), daarna weer een laag kalksteenblokken, weer een laag cokes, weer een laag kalksteenblokken, en dit zo door totdat de oven helemaal gevuld was tot bovenin. Men stak vervolgens de oven van onderen aan en het vuur ging langzaam tussen het kalksteen door omhoog. Niet de gehele kolom van de oven brandde, maar enkel een bepaald gedeelte middenin. Boven het vuur zat het (ongebrande kalksteen) en onder het vuur de gebrande kalk. Tijdens het branden bereikte men in de oven een temperatuur van 1000 graden Celsius. Men moest van tijd tot tijd de oven laten trekken: het heen en weer trekken van het rooster om de gebrande kalk (kluitkalk) te laten zakken en te kunnen weghalen.
Als gevolg van het branden vindt er een ontleding plaats van de kalk in enerzijds calciumoxide (gebrande kalk) en anderzijds koolstofdioxide.
De (ongebluste) kalk die uit de oven kwam werd meteen geblust met water om zo een poeder te krijgen. Dit poeder werd vervolgens gezeefd, in zakken gedaan en over een transportband naar vrachtwagens gebracht.
De kalk werd geproduceerd voor de landbouw als kunstmest en werd geleverd aan de Staatsmijnen.